# بيا كوريه دو لاغو
بيا كوريه دو لاغو اسمها الأصلي ماريا بياتريس فونسيكا كوريا دو لاغو (3 أبريل 1958، ريو دي جانيرو) كاتبة وصحفية وباحثة برازيلية. هي ابنة الكاتب روبم فونسيكا الحائز على أعلى جائزة أدبية في اللغة البرتغالية بريميو كامويس، ومؤلفة العديد من الكتب.

## السيرة الشخصية
ولدت بيا كورييا دو لاغو وتعيش في ريو دي جانيرو. وهي حاصلة على درجة علمية في علم النفس من الجامعة البابوية الكاثوليكية في ساو باولو، وقد ألفت نصوصًا مختلفة عن فرانس بوست ومصورين من القرن التاسع عشر. منذ عام 2001 كتبت واستضافت عرض أوماس بالافراس من إنتاج قناة فيوشورا، حيث أجرت مقابلات مع الكتاب المسرحيين والروائيين والمخرجين والملحنين والمسرحيين وغيرهم من الشخصيات العامة التي تتعامل مع اللغة المكتوبة. في عام 2009 فازت هي وزوجها بيدرو كوريه دو لاغو بأعلى جائزة في البرازيل عن فئة كتاب فني.
تشمل الأسماء التي تمت مقابلتها في برنامجها التلفزيوني ماريو فارغاس يوسا وأوسكار نيماير وخوسيه ساراماغو وراشيل دي كيروز وفيريرا جولار وتشيكو بوارك وكايتانو فيلوسو وسلمان رشدي وليجيا فاغونديس تيليس وميلور فرنانديز وجيلبرتو جيل.

## الحياة الخاصة
بيا كوريه دو لاغو متزوجة منذ عام 1994 من بيدرو كوريه دو لاغو، وهو كاتب برازيلي وناشر ومؤرخ فني. لديها ولدان من زواج سابق.